# Tükördoboz

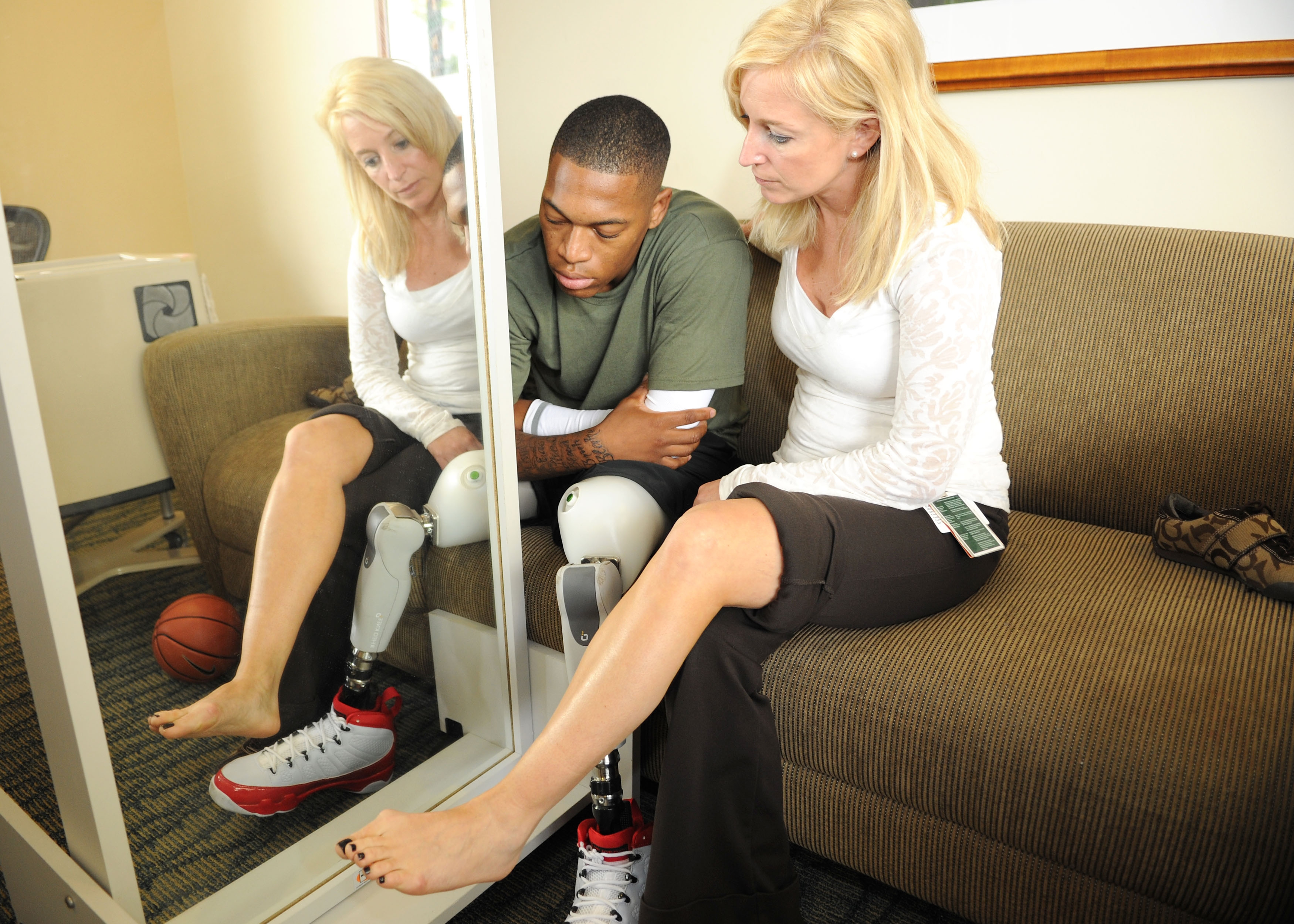
Egy foglalkozásterápiás asszisztens tükörterápiát alkalmaz a fantomfájdalom kezelésére

A tükördoboz egy, a fantomfájdalom leküzdésére használatos segédeszköz, amelynek a közepén egy tükör található ami a páciens érintetlen végtagja felé néz. A dobozt Vilayanur S. Ramachandran találta fel, annak érdekében, hogy enyhítse a fantomvégtag-fájdalmat, vagyis azt, amikor a beteg úgy érzi, mintha a végtagja még mindig meglenne, és fájna - annak ellenére, hogy azt amputálták. A tükrök szélesebb körű alkalmazását ilyen téren tükörterápiának nevezik. 
A doboz mindkét oldalán tükör található, a páciens a jó végtagját elhelyezi az egyik oldalra, a másikat pedig a másikra. Majd belenéz a tükörbe azon az oldalon, ahol az ép végtagja található, és „tükörszimmetrikus” mozdulatokat végez, mint ahogyan egy karmester vagy egy tapsoló ember csinál. Mivel így az ép végtagjának a tükörképét látja mozogni, úgy tűnik, mintha a fantomvégtag is mozogna. Ezen a mesterséges vizuális visszajelzésen keresztül lehetségessé válik a páciens számára, hogy „mozgatni” tudja a végtagját, és így elmozdítani a lehetséges fájdalmas pozíciókból.  
A tükörterápia továbbterjedt az eredeti fantomvégtag-fájdalom kezelésén túl az egyéb fajta egyoldalú fájdalmak kezelésére is, mint például a sztrókon átesett emberek fájdalmai a parézistól vagy végtagi fájdalmak a komplex regionális fájdalom szindrómában szenvedőknél.    

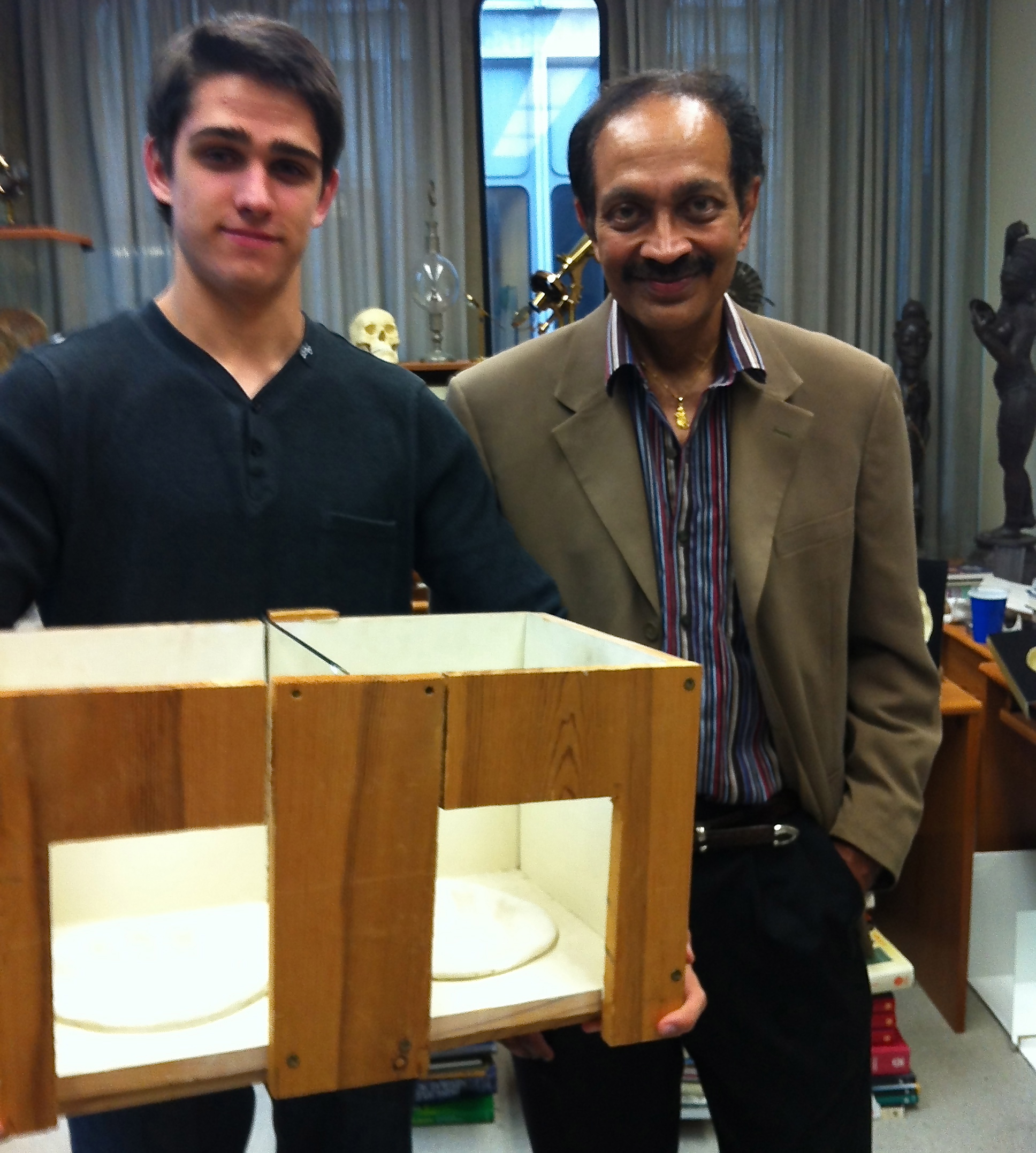
Ramachandran (jobbra) az eredeti tükördobozával

## Mechanizmusa
2016 jelentős kutatásainak ellenére a tükörterápia mögöttes idegi mechanizmusai továbbra sem tisztázottak.

## Hatékonyság
Bár sok kutatást végeztek a tükörterápiáról, sok tanulmány szerzője panaszkodott a gyakran használt rossz módszertanról, mint például a kontrollcsoportok hiánya. Emiatt egy 2016-os felülvizsgálat (nyolc tanulmány áttekintése alapján) azt állapította meg, hogy a bizonyítékok szintje nem elegendő ahhoz, hogy a tükörterápiát a fantomvégtag-fájdalmak elsődleges kezeléseként lehessen ajánlani.
A tükörterápia szintén ajánlott a komplex regionális fájdalom szindróma esetén.

A tükördoboz diagramja. A beteg az ép kezét az egyik lyukba, a "fantom" kezét a másikba helyezi. Ránézésre az agyban két ép kéz képét képezi

A 2000-es évek óta a tükörterápia virtuális valóságon vagy robotikán keresztül is elérhető. Ezek a drága technológiák eddig nem bizonyultak hatékonyabbnak, mint a hagyományos tükördobozok.

## Fordítás
Ez a szócikk részben vagy egészben  a   Mirror box című angol Wikipédia-szócikk ezen változatának fordításán alapul.  Az eredeti cikk szerkesztőit annak laptörténete sorolja fel. Ez a jelzés csupán a megfogalmazás eredetét és a szerzői jogokat jelzi, nem szolgál a cikkben szereplő információk forrásmegjelöléseként.